# Stephen Bishop
Earl Stephen Bishop (San Diego, 14 novembre 1951) è un cantante, chitarrista e attore statunitense.

## Discografia parziale
- 1976 – Careless
- 1978 – Bish
- 1980 – Red Cab to Manhattan
- 1988 – Best of Bish
- 1989 – Bowling in Paris
- 1996 – Blue Guitars
- 2002 – Yardwork
- 2003 – The Demo Album 1
- 2003 – The Demo Album 2
- 2003 – Fear of Massage: Demo 3
- 2008 – Romance in Rio
- 2014 – Be Here Then

## Filmografia
- Ridere per ridere (The Kentucky Fried Movie), regia di John Landis (1977)
- Animal House (National Lampoon's Animal House), regia di John Landis (1978)
- The Blues Brothers, regia di John Landis (1980)
- Ai confini della realtà (Twilight Zone: The Movie), registi vari (1983)
- Qualcuno da amare (Someone to Love), regia di Henry Jaglom (1987)